# Terzijde
Terzijde is een toneelaanwijzing. Het woord wordt ook wel als zelfstandig naamwoord gebruikt: een terzijde.
Een acteur die terzijde spreekt, spreekt zijn verborgen gedachten uit. De anderen op het toneel worden geacht het niet te horen. 
Ook is het mogelijk dat een acteur iets tegen een andere acteur zegt, wat de anderen op het toneel niet mogen horen. De toneelaanwijzing luidt dan bijvoorbeeld: "Terzijde tegen Guildenstern".
Is een acteur alleen op het toneel, dan kan hij vrijuit spreken. Dit heet een monoloog. Een monoloog kan lang duren, terwijl een terzijde meestal niet langer is dan een enkele zin.
Spreekt een acteur terzijde, dan kan hij niet fluisteren, want de toeschouwers moeten hem kunnen verstaan. Een terzijde kan worden aangegeven  door een hand bij de mond te houden, met de rug van de hand naar de mond gekeerd. Plaats uw zelfgemaakte foto hier
In een speelfilm kan men er eenvoudig voor zorgen dat een acteur buiten gehoorsafstand van anderen is. House of Cards en Ferris Bueller's Day Off zijn bekende voorbeelden waarin de hoofdrolspeler terzijdes met de kijker deelt. Doorgaans zal men in films en series monologen en terzijdes vermijden, aangezien het onnatuurlijk is om gedachten hardop uit te spreken. 